# Neostethus borneensis
Neostethus borneensis is een straalvinnige vissensoort uit de familie van dwergaarvissen (Phallostethidae). De wetenschappelijke naam van de soort is voor het eerst geldig gepubliceerd in 1939 door Herre.